# Oruza costata
Oruza costata là một loài bướm đêm trong họ Erebidae.